# 拉马第高能太阳光谱成像探测器

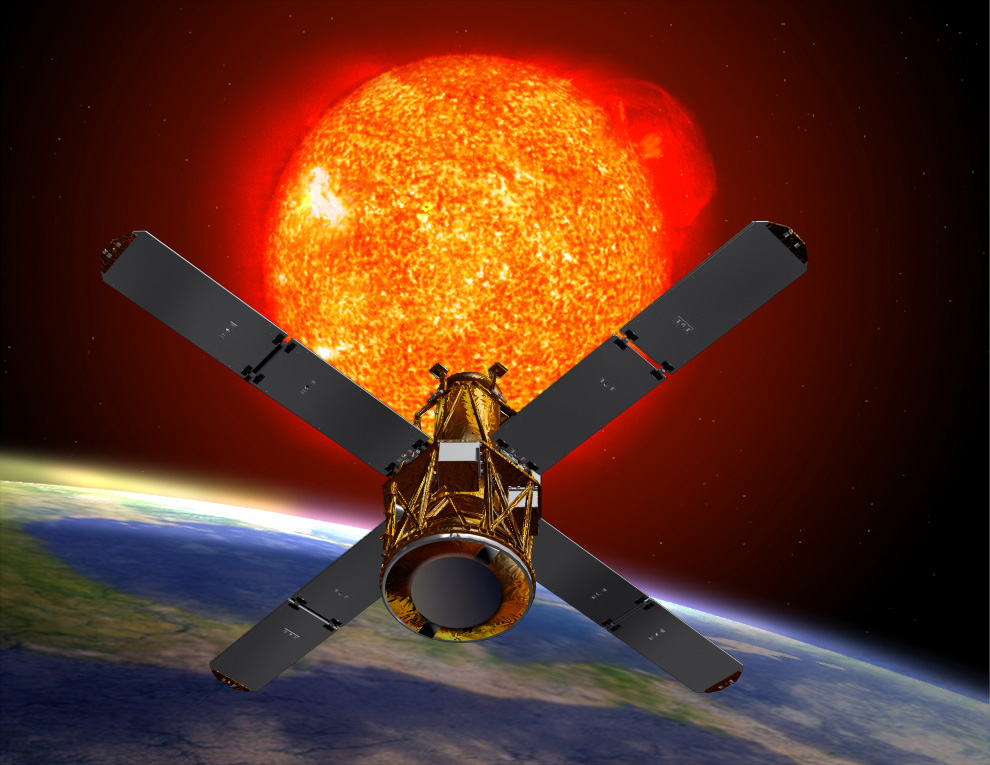
拉马第高能太阳光谱成像探测器想象图

拉马第高能太阳光谱成像探测器（缩写为）是美国宇航局于2002年2月5日发射的一颗太阳探测卫星，主要目的是研究太阳耀斑中的粒子加速和能量释放过程。这颗卫星原名为高能太阳光谱成像探测器（HESSI），为纪念太阳高能物理领域的先驱人物魯文·拉馬第（Reuven Ramaty）而更名为。其观测范围覆盖了从3 keV的软X射线波段到20 MeV的伽玛射线波段，并具有极高的谱分辨本领。美国宇航局戈達德太空飛行中心、美国伯克利加州大学、瑞士苏黎世联邦理工学院等机构参与了卫星的设计和建造。